# Та-Шбиш
Та-Шбиш (мальт. Ta' Xbiex) — город, расположенный на северном побережье Мальты. Согласно переписи 2014 года в городе проживают 1804 человека. Город расположен севернее столицы страны Валлетты.

## Название
Существует несколько версий, откуда взялось название города. Может быть, название произошло от «Xawbas», что в переводе с мальтийского значит дикий колючий кустарник малины, а может, от слова «Tbexbix», что значит «восход солнца».

## Внутреннее деление
Город подразделяется на несколько районов, среди которых:
- Triq Giuseppe Calì
- Triq Abate Rigord
- Triq Enrico Mizzi
- Triq il-Prinċipessa Margerita
- Triq il-Prinċipessa Eliżabetta
- Triq l-Ambaxxati
- Triq Sir Augustus Bartolo
- Triq San Ġwann tas-Salib
- Triq Sir Ugo Mifsud
- Triq L-Imradd
- Triq Testaferrata
- Rampa ta' Ta' Xbiex
- Vjal Sir Temi Zammit
- Xatt Ta' Xbiex

## Достопримечательности
В городе стоит небольшая приходская церковь St John’s Parish Church.